# Bertelsmann
Bertelsmann AG er en tysk mediekoncern. Det er verdens største forlagskoncern. Hovedkontoret ligger i Gütersloh.
Det blev grundlagt i 1835 af bogtrykker Carl Bertelsmann. Selskabet er aktivt i 63 lande og har mere end 88.000 ansatte. I 2011 omsatte koncernen for 15,253 mia. EUR (2011).